# Amnestus spinifrons
Amnestus spinifrons är en insektsart som först beskrevs av Thomas Say 1825.  Amnestus spinifrons ingår i släktet Amnestus och familjen taggbeningar. Inga underarter finns listade i Catalogue of Life.